# Бургундия — Франш-Конте
Бургу́ндия — Франш-Конте́ (фр. Bourgogne-Franche-Comté) — регион Франции, созданный в результате территориальной реформы французских регионов в 2014 году путём соединения регионов Бургундия и Франш-Конте. Официальной датой образования нового региона считается 1 января 2016 года, когда реформа вступила в силу.
Регион охватывает площадь более 47 784 км² с населением 2 816 814 человек. 

## Наименование
Наименование административной единицы состоит из названий исторических областей и бывших регионов Бургундия и Франш-Конте. Объединение регионов происходит в границах Бургундского королевства до завоевания Францией в XV веке.
Текст закона определил временное название объединённого региона, соединив текущие наименования через дефис (во французском написании). Постоянное название и местонахождение региональной столицы должны были быть определены Региональным советом до 1 июля 2016 и утверждены Государственным советом Франции до 1 октября 2016. 28 сентября 2016 года это же название было выбрано Государственным советом как окончательное.